# 1939 w muzyce
Wydarzenia muzyczne w 1939 roku.

## Urodzili się
- 2 stycznia – Franz Hummel, niemiecki pianista i kompozytor (zm. 2022)
- 3 stycznia – Arik Einstein, izraelski piosenkarz i autor piosenek (zm. 2013)
- 9 stycznia – Gary Shearston, australijski piosenkarz folkowy (zm. 2013)
- 10 stycznia – Scott McKenzie, amerykański piosenkarz, najbardziej znany z piosenki „San Francisco (Be Sure to Wear Flowers in Your Hair)” (zm. 2012)
- 14 stycznia – Liliana Urbańska, polska piosenkarka
- 16 stycznia – Józef Siedlik, polski muzyk; jasnogórski organista, dyrygent i kompozytor (zm. 2014)
- 19 stycznia – Phil Everly, amerykański piosenkarz, muzyk duetu folk-rockowego The Everly Brothers (zm. 2014)
- 23 stycznia – Krzysztof Okoń, polski wiolonczelista, malarz i rzeźbiarz
- 24 stycznia – Bill Dees, amerykański muzyk country, znany ze współpracy z Royem Orbisonem (zm. 2012)
- 25 stycznia – Giorgio Gaber, włoski piosenkarz i kompozytor, przedstawiciel piosenki autorskiej (zm. 2003)
- 29 stycznia – Jan Knap, polski perkusista, członek zespołu Czerwono-Czarni (zm. 2025)
- 30 stycznia – Norma Tanega, amerykańska piosenkarka folk, pop i latin jazz (zm. 2019)
- 1 lutego
  - Claude François, francuski wokalista, kompozytor, multiinstrumentalista i tancerz (zm. 1978)
  - Joe Sample, amerykański pianista jazzowy (zm. 2014)
- 3 lutego
  - Johnny Bristol, amerykański wokalista i producent muzyki soul (zm. 2004)
  - Helga Dernesch, austriacka śpiewaczka operowa (sopran)
  - Andrzej Zygierewicz, polski kompozytor muzyki rozrywkowej (zm. 2014)
- 5 lutego – Patric Standford, angielski kompozytor, pedagog, pisarz (zm. 2014)
- 11 lutego – Gerry Goffin, amerykański autor tekstów piosenek (zm. 2014)
- 12 lutego – Ray Manzarek, amerykański muzyk, producent płytowy, reżyser, pisarz, klawiszowiec zespołu The Doors (zm. 2013)
- 13 lutego – Anatolij Kapustin, ukraiński śpiewak operowy (tenor) (zm. 2020)
- 14 lutego – Blowfly, amerykański raper i wokalista, producent muzyczny (zm. 2016)
- 16 lutego – Czesław Niemen, polski piosenkarz, kompozytor i multiinstrumentalista (zm. 2004)
- 18 lutego
  - Marek Janowski, niemiecki dyrygent pochodzenia polskiego
  - Marlos Nobre, brazylijski kompozytor (zm. 2024)
- 23 lutego
  - Jonas Aleksa, litewski dyrygent i pedagog (zm. 2005)
  - Fuzzy, duński muzyk i kompozytor, teoretyk i historyk muzyki (zm. 2022)
- 28 lutego
  - John Fahey, amerykański kompozytor i gitarzysta (zm. 2001)
  - Charles Gayle, amerykański saksofonista, klarnecista i pianista jazzowy (zm. 2023)
- 1 marca – Leo Brouwer, kubański kompozytor, gitarzysta, dyrygent
- 5 marca
  - Johnny Jenkins, amerykański gitarzysta bluesowy (zm. 2006)
  - Benyamin Sueb, indonezyjski aktor, komik i piosenkarz (zm. 1995)
- 8 marca – Horst Laubenthal, właśc. Horst Rüdiger Neumann, niemiecki śpiewak operowy (tenor)
- 9 marca – Rohan de Saram, brytyjski wiolonczelista pochodzenia lankijskiego (zm. 2024)
- 10 marca – Stanisław Radwan, polski reżyser teatralny, scenarzysta, kompozytor (zm. 2023)
- 11 marca – Flaco Jiménez, amerykański piosenkarz, autor tekstów i akordeonista (zm. 2025)
- 12 marca – Veriano Luchetti, włoski śpiewak operowy (tenor) (zm. 2012)
- 13 marca
  - Antonio Blancas, hiszpański śpiewak operowy (baryton) (zm. 2022)
  - Neil Sedaka, amerykański piosenkarz, pianista kompozytor i autor tekstów
- 14 marca – Stawros Ksarchakos, grecki kompozytor, twórca muzyki filmowej, dyrygent, polityk
- 17 marca – Klaus Ofczarek, austriacki śpiewak operowy i aktor (zm. 2020)
- 18 marca – Jannis Markopulos, grecki kompozytor (zm. 2023)
- 20 marca – Zenon Kowalowski, polski kompozytor muzyki poważnej, rozrywkowej, filmowej i teatralnej, pedagog
- 21 marca – Delfina Ambroziak, polska śpiewaczka operowa (sopran) (zm. 2024)
- 25 marca – Regina Pisarek, polska piosenkarka (zm. 1998)
- 27 marca – Andrzej Nebeski, polski perkusista i pianista; członek zespołów Niebiesko-Czarni i Polanie, lider i założyciel grupy muzycznej ABC
- 31 marca – Edward Spyrka, polski pianista, kompozytor, aranżer, dyrygent, kierownik muzyczny, producent muzyczny, realizator dźwięku i dziennikarz muzyczny
- 1 kwietnia – Rudolph Isley, amerykański piosenkarz i autor tekstów, muzyk zespołu The Isley Brothers (zm. 2023)
- 2 kwietnia – Marvin Gaye, amerykański piosenkarz popowy (zm. 1984)
- 4 kwietnia – Hugh Masekela, południowoafrykański trębacz, kompozytor i wokalista jazzowy (zm. 2018)
- 5 kwietnia – Guggi Löwinger, austriacka piosenkarka, aktorka i tancerka (zm. 2018)
- 6 kwietnia – Beverly Watkins, amerykańska gitarzystka i wokalistka bluesowa (zm. 2019)
- 7 kwietnia
  - Francis Ford Coppola, amerykański reżyser i scenarzysta, również kompozytor, producent filmowy i aktor
  - Vaçe Zela, albańska piosenkarka i aktorka (zm. 2014)
- 13 kwietnia – Linda LaFlamme, amerykańska autorka tekstów piosenek, pianistka (zm. 2024)
- 15 kwietnia – Ron Dunbar, amerykański autor piosenek, producent muzyczny (zm. 2018)
- 16 kwietnia – Dusty Springfield, brytyjska piosenkarka popowa (zm. 1999)
- 19 kwietnia – Włodzimierz Wander, polski saksofonista, kompozytor i wokalista, członek zespołów Niebiesko-Czarni i Polanie (zm. 2020)
- 21 kwietnia – John McCabe, angielski kompozytor i pianista (zm. 2015)
- 23 kwietnia
  - Ray Peterson, amerykański piosenkarz (zm. 2005)
  - Patrick Williams, amerykański kompozytor, aranżer, dyrygent (zm. 2018)
- 24 kwietnia – Lili Iwanowa, bułgarska piosenkarka
- 25 kwietnia
  - Wizz Jones, właśc. Raymond Ronald Jones, angielski gitarzysta folkowy, piosenkarz i autor tekstów (zm. 2025)
  - Gjergj Kaçinari, albański kompozytor, dyrygent i pedagog (zm. 2019)
- 27 kwietnia – Hamish Milne, angielski pianista (zm. 2020)
- 1 maja – Judy Collins, amerykańska piosenkarka folkowa i autorka tekstów
- 2 maja – Irina Zaricka, radziecka pianistka pochodzenia ukraińskiego (zm. 2001)
- 3 maja – Freddie Roulette, amerykański gitarzysta bluesowy (zm. 2022)
- 5 maja – Antoni Grochowalski, polski muzyk, pedagog, dyrygent, profesor Akademii Muzycznej w Poznaniu
- 7 maja – José Antonio Abreu, wenezuelski ekonomista, dyrygent, pianista, aktywista, polityk (zm. 2018)
- 9 maja
  - Bruce Mather, kanadyjski kompozytor, pianista i pedagog
  - Giorgio Zancanaro, włoski śpiewak operowy (baryton)
- 10 maja
  - Wayne Cochran, amerykański piosenkarz soulowy (zm. 2017)
  - Irio De Paula, brazylijski gitarzysta i kompozytor jazzowy (zm. 2017)
- 11 maja – R. Dean Taylor, kanadyjski piosenkarz, autor tekstów i producent muzyczny wytwórni Motown (zm. 2022)
- 13 maja – Elizabeth Stewart, szkocka piosenkarka folkowa, pianistka i kompozytorka (zm. 2022)
- 18 maja – Gary S. Paxton, amerykański producent muzyczny (zm. 2016)
- 19 maja
  - Sonny Fortune, amerykański saksofonista, flecista, klarnecista i kompozytor jazzowy (zm. 2018)
  - Tomasz Sikorski, polski kompozytor i pianista (zm. 1988)
  - Richard Teitelbaum, amerykański klawiszowiec i kompozytor (zm. 2020)
- 20 maja – Nikolaus Lehnhoff, niemiecki reżyser operowy (zm. 2015)
- 21 maja – Heinz Holliger, szwajcarski oboista, dyrygent, kompozytor i pedagog
- 22 maja – Stanisław Cejrowski, polski animator i działacz jazzowy (zm. 2009)
- 23 maja – Duncan Druce, angielski kompozytor i muzykolog (zm. 2015)
- 25 maja
  - Jimmy Capps, amerykański muzyk country, gitarzysta zespołu The Nashville A-Team (zm. 2020)
  - Terry Edwards, angielski dyrygent chórów, koszykarz (zm. 2022)
- 27 maja – Don Williams, amerykański piosenkarz country (zm. 2017)
- 28 maja – Wojciech Karolak, polski muzyk jazzowy, pianista i kompozytor (zm. 2021)
- 4 czerwca – Ireneusz Iredyński, polski prozaik, dramaturg, poeta, scenarzysta i autor piosenek (zm. 1985)
- 6 czerwca
  - Louis Andriessen, holenderski kompozytor i pianista, pedagog muzyczny (zm. 2021)
  - Giacomo Aragall, właśc. Jaime Arajall y Garriga, hiszpański śpiewak operowy (tenor)
- 7 czerwca – Eri Klas, estoński dyrygent żydowskiego pochodzenia (zm. 2016)
- 8 czerwca – Bill Watrous, amerykański puzonista jazzowy (zm. 2018)
- 9 czerwca
  - Ileana Cotrubaș, rumuńska śpiewaczka operowa (sopran)
  - Małgorzata Komorowska, polska pianistka, pedagog, badaczka dziejów polskiej kultury muzycznej
- 14 czerwca
  - Marek Gaszyński, polski dziennikarz muzyczny, autor tekstów piosenek i prezenter muzyczny (zm. 2023)
  - Czesław Majewski, polski kompozytor, dyrygent, pianista i aktor
- 17 czerwca
  - Ludmiła Jakubczak, polska piosenkarka (zm. 1961)
  - Ryszard Kruza, polski kompozytor, wibrafonista, pianista, teoretyk jazzu, aranżer (zm. 2020)
- 19 czerwca – Al Wilson, amerykański piosenkarz soulowy (zm. 2008)
- 20 czerwca – Bob Neuwirth, amerykański wokalista, autor piosenek, producent muzyczny (zm. 2022)
- 30 czerwca – Naďa Urbánková, czeska aktorka i piosenkarka (zm. 2023)
- 1 lipca – Delaney Bramlett, amerykański wokalista, muzyk i producent muzyczny (zm. 2008)
- 2 lipca – Iga Cembrzyńska, polska aktorka, scenarzystka, reżyserka, piosenkarka, kompozytorka i producentka filmowa
- 3 lipca – Brigitte Fassbaender, niemiecka śpiewaczka operowa (mezzosopran)
- 6 lipca – Jet Harris, brytyjski muzyk, basista grupy The Shadows (zm. 2011)
- 7 lipca – Jelena Obrazcowa, rosyjska śpiewaczka operowa (mezzosopran) (zm. 2015)
- 13 lipca – György Szabados, węgierski pianista freejazzowy (zm. 2011)
- 14 lipca
  - Eduard Brunner, szwajcarski klarnecista, pedagog (zm. 2017)
  - Karel Gott, czeski piosenkarz (zm. 2019)
- 16 lipca – Mariele Ventre, włoska dyrygentka, założycielka i dyrygentka dziecięcego chóru Piccolo Coro dell’Antoniano (zm. 1995)
- 17 lipca
  - Warda al-Dżaza’irija, algierska piosenkarka (zm. 2012)
  - Spencer Davis, walijski muzyk (zm. 2020)
  - John Georgiadis, brytyjski skrzypek i dyrygent (zm. 2021)
  - Milva, włoska piosenkarka i aktorka teatralna (zm. 2021)
- 18 lipca – Dion DiMucci, amerykański wokalista
- 20 lipca – Ivan Bootham, nowozelandzki pisarz, nowelista, kompozytor, poeta (zm. 2016)
- 21 lipca
  - Kim Fowley, amerykański muzyk rockowy, producent muzyczny, piosenkarz (zm. 2015)
  - Amnon Weinstein, izraelski lutnik (zm. 2024)
- 24 lipca – Daniel Viglietti, urugwajski wokalista, gitarzysta i kompozytor folkowy (zm. 2017)
- 26 lipca – Richard Marlow, angielski dyrygent chórów, organista, pedagog (zm. 2013)
- 27 lipca – Peppino di Capri, właśc. Giuseppe Faiella, włoski piosenkarz i kompozytor
- 31 lipca – Steuart Bedford, angielski kompozytor i dyrygent (zm. 2021)
- 3 sierpnia – Roy C, amerykański piosenkarz soulowy (zm. 2020)
- 4 sierpnia
  - Frankie Ford, amerykański wokalista bluesowy (zm. 2015)
  - Jacek Korczakowski, polski literat i autor tekstów piosenek, tłumacz, reżyser programów estradowych (zm. 2013)
- 7 sierpnia – Ron Holden, amerykański piosenkarz pop i R&B (zm. 1997)
- 8 sierpnia – Jerzy Detko, polski saksofonista i klarnecista jazzowy, w młodości lekkoatleta, wieloboista
- 9 sierpnia
  - Maria Czubaszek, polska poetka, pisarka i satyryk, autorka tekstów piosenek, także scenarzystka, felietonistka i dziennikarka (zm. 2016)
  - Billy Henderson, amerykański wokalista soulowy (zm. 2007)
  - Eva Pilarová, czeska piosenkarka (zm. 2020)
- 11 sierpnia – Attila Bozay, węgierski kompozytor muzyki poważnej (zm. 1999)
- 15 sierpnia – Norma Waterson, angielska piosenkarka folkowa (zm. 2022)
- 16 sierpnia
  - Snowy Fleet, australijski perkusista (zm. 2025)
  - Janis Martin, amerykańska śpiewaczka operowa (sopran) (zm. 2014)
  - Billy Joe Shaver, amerykański muzyk country, wokalista i autor piosenek (zm. 2020)
  - Eric Weissberg, amerykański muzyk country (zm. 2020)
- 17 sierpnia – Luther Allison, amerykański gitarzysta bluesowy (zm. 1997)
- 18 sierpnia
  - Molly Bee, amerykańska piosenkarka country (zm. 2009)
  - Giennadij Piskunow, rosyjski aktor i piosenkarz (zm. 2020)
  - Johnny Preston, amerykański wokalista popowy (zm. 2011)
- 19 sierpnia – Ginger Baker, brytyjski perkusista Cream i Blind Faith (zm. 2019)
- 21 sierpnia
  - Don Backy, właśc. Aldo Caponi, włoski piosenkarz, kompozytor, aktor i pisarz
  - Harold Reid, amerykański piosenkarz i muzyk zespołu The Statler Brothers, laureat nagrody Grammy (zm. 2020)
- 22 sierpnia – Rima Melati, indonezyjska aktorka i piosenkarka (zm. 2022)
- 24 sierpnia – Said Dimajew, czeczeński kompozytor, syn Umara Dimajewa (zm. 2005)
- 26 sierpnia – Piotr Poźniak, polski muzykolog (zm. 2016)
- 27 sierpnia
  - Bjarne Fiskum, norweski skrzypek, dyrygent, kompozytor i pedagog (zm. 2021)
  - Waldemar Kurpiński, polski saksofonista i klarnecista jazzowy (zm. 2024)
  - Edward Patten, amerykański piosenkarz R&B i soul (zm. 2005)
- 31 sierpnia
  - Jerry Allison, amerykański perkusista, wokalista i gitarzysta rock’n’rollowy oraz R&B, muzyk zespołu The Crickets (zm. 2022)
  - Cleveland Eaton, amerykański kontrabasista jazzowy (zm. 2020)
- 4 września
  - Irwin Gage, amerykański pianista i akompaniator (zm. 2018)
  - Marek Skolarski, polski muzyk, autor tekstów, dziennikarz (zm. 2011)
- 5 września
  - Stephen J. Lawrence, amerykański kompozytor muzyki filmowej, telewizyjnej i teatralnej (zm. 2021)
  - John Stewart, amerykański kompozytor i autor tekstów, członek zespołu The Kingston Trio (zm. 2008)
- 6 września – Don DeVito, amerykański producent nagrań, znany ze współpracy z Bobem Dylanem (zm. 2011)
- 7 września – Riccardo Del Turco, włoski piosenkarz pop
- 9 września – Zbigniew Namysłowski, polski saksofonista jazzowy, kompozytor i aranżer (zm. 2022)
- 10 września
  - Elżbieta Chojnacka, polska klawesynistka specjalizująca się w muzyce współczesnej (zm. 2017)
  - Cynthia Lennon, Brytyjka, pierwsza żona Johna Lennona (zm. 2015)
- 13 września
  - Arleen Auger, amerykańska śpiewaczka (sopran) (zm. 1993)
  - Gene Page, amerykański dyrygent, kompozytor, aranżer i producent muzyczny (zm. 1998)
- 14 września – Tony Hooper, angielski gitarzysta i piosenkarz folkowy, autor piosenek (zm. 2020)
- 15 września – Hanna Lisowska, polska śpiewaczka operowa (sopran)
- 16 września – Franz Streitwieser, amerykański trębacz niemieckiego pochodzenia (zm. 2021)
- 18 września
  - Frankie Avalon, amerykański aktor i piosenkarz
  - Naresh Sohal, indyjski kompozytor (zm. 2018)
- 21 września – Andrzej Bujakiewicz, polski dyrygent i pedagog (zm. 2022)
- 22 września
  - Ołeksandr Kostin, ukraiński kompozytor, pedagog (zm. 2022)
  - Ałła Sizowa, rosyjska tancerka baletowa (zm. 2014)
- 23 września – Roy Buchanan, amerykański gitarzysta bluesowy (zm. 1988)
- 24 września – Wayne Henderson, amerykański trębacz jazzowy, producent nagrań (zm. 2014)
- 25 września – Joe Russell, amerykański piosenkarz, muzyk grupy wokalnej The Persuasions (zm. 2012)
- 30 września – Krzysztof Jakowicz, polski skrzypek i pedagog
- 2 października – Mirjana Bohanec, jugosłowiańska i chorwacka śpiewaczka operowa (sopran) oraz aktorka filmowa i telewizyjna
- 4 października – Marta Sosińska-Janczewska, polska pianistka, laureatka III nagrody na VII Międzynarodowym Konkursie Pianistycznym im. Fryderyka Chopina
- 5 października
  - Henryk Gadomski, polski etnomuzykolog, regionalista, kompozytor i nauczyciel muzyki
  - Marie Laforêt, francuska piosenkarka i aktorka (zm. 2019)
  - A. R. Penck, niemiecki malarz, rzeźbiarz i perkusista jazzowy (zm. 2017)
- 7 października – Tony Glover, amerykański muzyk bluesowy (zm. 2019)
- 8 października – Aladár Pege, węgierski kontrabasista jazzowy (zm. 2006)
- 10 października – Peter Callander, angielski autor piosenek, producent muzyczny (zm. 2014)
- 14 października – Janusz Sławiński, polski kompozytor, aranżer i dyrygent (zm. 2015)
- 16 października
  - Joe Dolan, irlandzki piosenkarz (zm. 2007)
  - Andrzej Jastrzębski, polski tubista jazzowy
  - Badal Roy, brytyjski perkusjonista pochodzenia bengalskiego (zm. 2022)
- 17 października – Reiner Goldberg, niemiecki śpiewak operowy (tenor bohaterski) (zm. 2023)
- 19 października – Masabumi Kikuchi, japoński pianista i kompozytor jazzowy (zm. 2015)
- 20 października – Fausto Capeda, dominikański śpiewak operowy (baryton) (zm. 2022)
- 24 października – Madalena Iglésias, portugalska piosenkarka (zm. 2018)
- 25 października – Robert Cogoi, belgijski piosenkarz (zm. 2022)
- 27 października – Dallas Frazier, amerykański piosenkarz country, autor piosenek (zm. 2022)
- 28 października
  - Andy Bey, właśc. Andrew Wideman Bey Jr., amerykański piosenkarz i pianista jazzowy (zm. 2025)
  - Jim Post, amerykański piosenkarz country, autor tekstów, kompozytor (zm. 2022)
- 30 października – Grace Slick, amerykańska wokalistka rockowa, autorka tekstów piosenek i kompozytorka
- 31 października – John Guerin, amerykański perkusista (zm. 2004)
- 3 listopada – Józef Krzeczek, polski muzyk bigbitowy, kompozytor, aranżer, pianista, organista, skrzypek (zm. 1991)
- 6 listopada – Maurice Bourgue, francuski oboista, kompozytor, dyrygent i wykładowca akademicki (zm. 2023)
- 9 listopada – Ludwik Gawroński, polski muzykolog i publicysta
- 10 listopada – Hubert Laws, amerykański flecista jazzowy
- 12 listopada
  - Lucia Popp, śpiewaczka operowa pochodzenia słowackiego (sopran) (zm. 1993)
  - Ted „Kingsize” Taylor, brytyjski piosenkarz i gitarzysta (zm. 2023)
- 13 listopada
  - Idris Muhammad, amerykański perkusista jazzowy (zm. 2014)
  - Bob Tutupoly, indonezyjski piosenkarz (zm. 2022)
- 14 listopada – Wendy Carlos, amerykańska kompozytorka i wirtuoz muzyki elektronicznej
- 18 listopada – Tom Johnson, amerykański kompozytor, krytyk muzyczny (zm. (2024)
- 19 listopada – Kazimierz Morski, polski pianista i dyrygent
- 23 listopada – Betty Everett, afroamerykańska pianistka i wokalistka R&B (zm. 2001)
- 24 listopada – Maria Chiara, włoska śpiewaczka operowa (sopran liryczny)
- 25 listopada – Eleni Karaindrou, grecka pianistka i kompozytorka muzyki filmowej i teatralnej
- 26 listopada
  - Tina Turner, szwajcarska piosenkarka soulowa i rockowa pochodzenia amerykańskiego, autorka tekstów, choreografka, tancerka, aktorka, producentka i pisarka (zm. 2023)
  - David White, amerykański piosenkarz, autor piosenek, producent nagrań (zm. 2019)
- 29 listopada – Joel Whitburn, amerykański pisarz, historyk, dokumentalista i statystyk muzyki (zm. 2022)
- 30 listopada – Walter Weller, austriacki dyrygent i skrzypek (zm. 2015)
- 2 grudnia – Janusz M. Przybylski, polski dyrygent operowy i symfoniczny, profesor sztuk muzycznych, pedagog
- 8 grudnia
  - Jerry Butler, amerykański piosenkarz R&B (zm. 2025)
  - James Galway, irlandzki flecista
- 12 grudnia – Terry Kirkman, amerykański wokalista i autor piosenek, muzyk folk-rockowego zespołu The Association (zm. 2023)
- 16 grudnia – Barney McKenna, irlandzki muzyk grający na bandżo, mandolinie i akordeonie (zm. 2012)
- 17 grudnia – Eddie Kendricks, amerykański piosenkarz i autor tekstów, współzałożyciel zespołu The Temptations (zm. 1992)
- 20 grudnia
  - Szabolcs Esztényi, polski pianista, improwizator, kompozytor i pedagog muzyczny pochodzenia węgierskiego (zm. 2024)
  - Bill Keith, amerykański muzyk country grający na banjo (zm. 2015)
  - Krzysztof Milczanowski, polski pianista i pedagog (zm. 2019)
- 21 grudnia – Carlos do Carmo, portugalski śpiewak, wykonawca muzyki fado (zm. 2021)
- 22 grudnia – James Gurley, amerykański muzyk, członek zespołu Big Brother and the Holding Company (zm. 2009)
- 26 grudnia
  - Ken Howard, angielski kompozytor, autor tekstów piosenek, reżyser telewizyjny (zm. 2024)
  - Phil Spector, amerykański producent muzyczny (zm. 2021)
- 28 grudnia
  - Andrzej Korman, polski muzykolog i dziennikarz muzyczny (zm. 2017)
  - Charles Neville, amerykański saksofonista R&B, muzyk zespołu The Neville Brothers (zm. 2018)
- 29 grudnia – Ed Bruce, amerykański muzyk country (zm. 2021)
- 30 grudnia
  - Odile Bailleux, francuska klawesynistka i organistka (zm. 2024)
  - Viola Wills, amerykańska piosenkarka pop (zm. 2009)

## Zmarli
- 9 stycznia
  - Julius Bittner, austriacki kompozytor (ur. 1874)
  - Johann Strauss III, austriacki kompozytor, syn Eduarda Straussa i wnuk Johanna Straussa (ur. 1866)
- 12 stycznia – Hariclea Darclée, rumuńska śpiewaczka operowa pochodzenia greckiego (sopran spinto) (ur. 1860)
- 20 stycznia – Ryszard Gillar, polski organista i dyrygent chóru, autor i wydawca śpiewników (ur. 1855)
- 11 lutego – Franz Schmidt, austriacki kompozytor, wiolonczelista i pianista (ur. 1874)
- 2 marca – Amadeo Roldán, kubański kompozytor, dyrygent i skrzypek (ur. 1900)
- 21 marca – Evald Aaw, estoński kompozytor i dyrygent chórów (ur. 1900)
- 5 kwietnia – Jörg Mager, niemiecki organista, teoretyk muzyki i konstruktor instrumentów muzycznych (ur. 1880)
- 9 kwietnia – Adolfina Zimajer, polska aktorka, śpiewaczka operowa i operetkowa (ur. 1852)
- 25 kwietnia – John Foulds, brytyjski kompozytor muzyki klasycznej (ur. 1880)
- 8 maja – Robert Lachmann, niemiecki etnomuzykolog pochodzenia żydowskiego (ur. 1892)
- 2 czerwca – Enrique Fernández Arbós, hiszpański skrzypek, kompozytor i dyrygent (ur. 1863)
- 4 czerwca – Tommy Ladnier, amerykański trębacz jazzowy (ur. 1900)
- 5 czerwca – Wacław Romuald Kochański, polski skrzypek i pedagog muzyczny (ur. 1878)
- 16 czerwca – Chick Webb, amerykański perkusista jazzowy (ur. 1909)
- 6 lipca – Sława Orłowska-Czerwińska, polska śpiewaczka operowa (sopran) (ur. 1897)
- 3 sierpnia – August Enna, duński kompozytor (ur. 1859)
- 18 sierpnia – Witold Maliszewski, polski kompozytor i pedagog (ur. 1873)
- 12 września – Alfons Rezler, polski skrzypek, dyrygent, pedagog i działacz kultury (ur. 1907)
- 13 września – Walerian Bayerlein, polski śpiewak operowy (bas-baryton) (ur. 1867)
- 26 września
  - Franciszek Maklakiewicz, polski kompozytor (ur. 1915)
  - Marian Palewicz, polski aktor teatralny i filmowy, śpiewak operowy (baryton) i reżyser teatralny (ur. 1881)
- 28 września – Felicjan Szopski, polski kompozytor, pianista, pedagog i krytyk muzyczny (ur. 1865)
- 29 września – Tadeusz Mayzner, polski pedagog, dyrygent, kompozytor, skrzypek (ur. 1892)
- 5 października – Ludwik Urstein, polski pianista, akompaniator, kameralista i pedagog (ur. 1871)
- 14 października – Polaire, francuska piosenkarka i aktorka (ur. 1874)
- 16 października – Ludolf Nielsen, duński kompozytor, skrzypek, dyrygent i pianista (ur. 1876)
- 24 października – Joachim Albrecht Hohenzollern, książę pruski (Prinz von Preußen) z dynastii Hohenzollernów, muzyk, kompozytor (ur. 1876)
- 4 listopada – Charles Tournemire, francuski kompozytor i organista (ur. 1870)
- 8 grudnia – Ernest Schelling, amerykański pianista, kompozytor i dyrygent (ur. 1876)
- 22 grudnia – Ma Rainey, amerykańska piosenkarka bluesowa (ur. 1886)
- 1 grudnia – Max Fiedler, niemiecki dyrygent (ur. 1859)

Data dzienna nieznana
- Leon Jaworski, polski organista, dyrygent chórów, pedagog muzyczny (ur. 1881)
- Włodzimierz Malawski, polski aktor i reżyser teatralny, solista operowy i operetkowy (tenor) (ur. 1871)

## Albumy
- polskie
- zagraniczne
  - Music of Hawaii – Bing Crosby, Harry Owens, Ray Kinney oraz Ted Fio Rito
  - Victor Herbert Melodies, Vol. 1 – Bing Crosby, Frances Langford, Rudy Vallée, Florence George oraz Victor Young
  - Victor Herbert Melodies, Vol. 2 – Bing Crosby, Frances Langford, Rudy Vallée, Florence George oraz Victor Young
  - Patriotic Songs for Children – Bing Crosby i Frank Luther
  - Cowboy Songs – Bing Crosby
  - George Gershwin Songs, Vol. 1 – Bing Crosby, Victor Young, Jacques Fray, Anne Jamieson, The Merry Macs oraz Shirley Ross
  - George Gershwin Songs, Vol. 2 – Connie Boswell, The Foursome, Judy Garland, Frances Langford, Tony Martin oraz Victor Young

## Muzyka poważna
- Powstaje Sonatina Lukasa Fossa

## Musicale
- 7 kwietnia – odbyła się premiera filmu East Side of Heaven w reżyserii Davida Butlera.

## Film muzyczny
- 27 stycznia – odbyła się premiera filmu Miesiąc miodowy w Paryżu wyreżyserowanego przez Franka Tuttle’a.
- 25 sierpnia – odbyła się premiera filmu Łowca talentów w reżyserii Roya Del Rutha.